# Piper fulgidum
Piper fulgidum är en pepparväxtart som beskrevs av Truman George Yuncker. Piper fulgidum ingår i släktet Piper och familjen pepparväxter. Inga underarter finns listade i Catalogue of Life.